# Еллісон Гіґсон
Еллісон Гіґсон (англ. Allison Higson, 13 березня 1973) — канадська плавчиня.
Призерка Олімпійських Ігор 1988 року, учасниця 1992 року.
Призерка Чемпіонату світу з водних видів спорту 1986 року.
Переможниця Пантихоокеанського чемпіонату з плавання 1987 року.
Переможниця Ігор Співдружності 1986 року, призерка 1990 року.